# قلعة بيدواز
قلعة بيدواز (بالفارسية: قلعه بیدواز) هي قلعة تاريخية تعود إلى عصر الإمبراطورية الفرثية، وتقع في بيدواز.